# 鄱阳街
鄱阳街 是中国湖北省武汉市江岸区的一条街道，西南到江汉路，东北到黎黄陂路，长不足2公里，与两侧的胜利街及洞庭街平行。中间与上海路、南京路、青岛路、北京路、天津路、合作路、兰陵路、黎黄陂路等多条街道相交。
鄱阳街原分属英、俄两国租界：

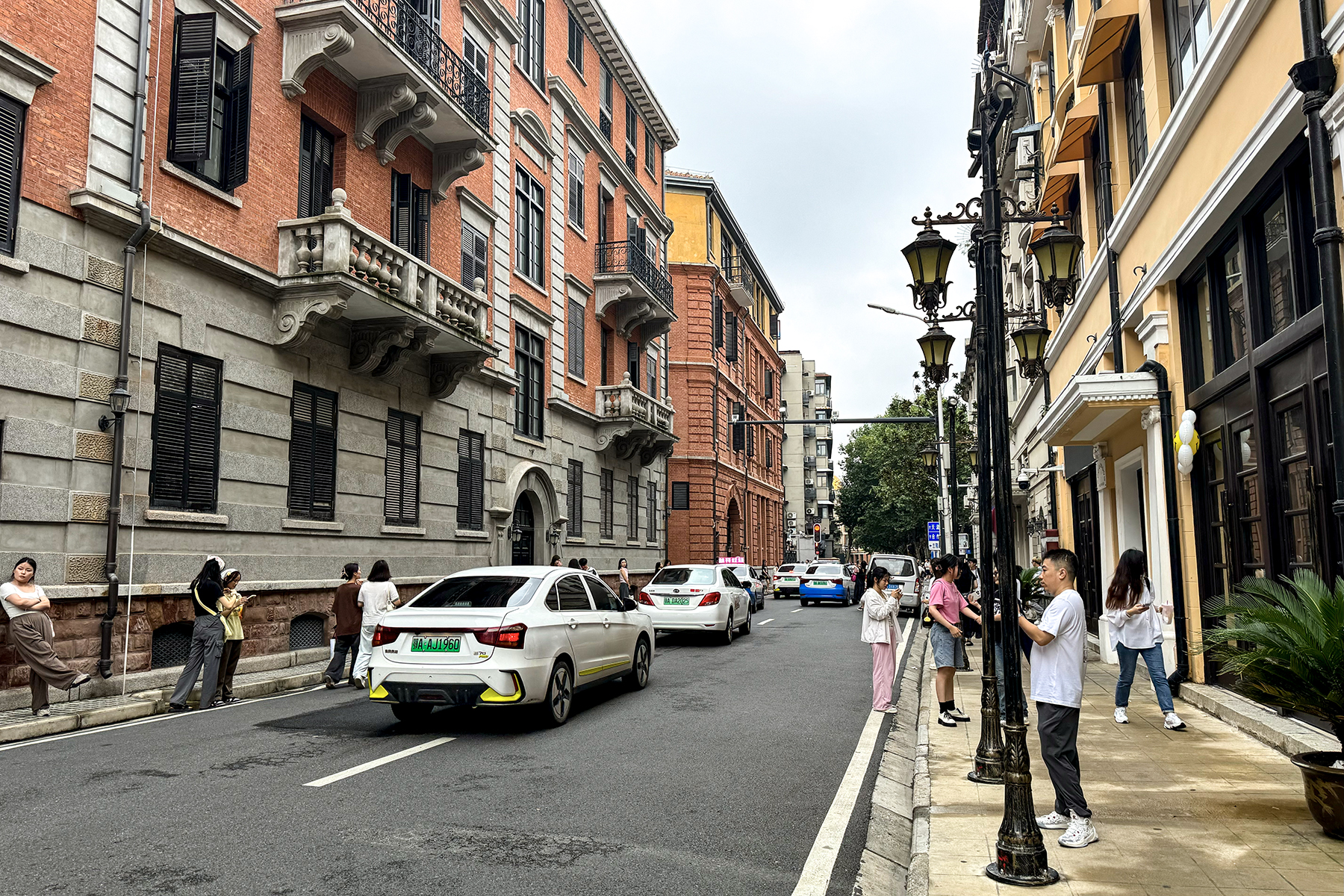
鄱阳街

- 从江汉路（原歆生路）到至合作路（原界限路）属于汉口英租界，名鄱阳街，交汇道路有怡和街（上海路）、阜昌街（南京路）、华昌街（青岛路）、北京街、宝顺街（天津路东段）、天津街（天津路西段）。
- 从合作路到黎黄陂路（原夷玛街）原属汉口俄租界，名开泰街，1925年改名三教街[1]，中间与列尔宾街（兰陵路）交汇。

1946年元旦，国民政府在收回全部租界后，将鄱阳街和三教街统一命名为鄱阳街。
今天，鄱阳街两侧仍保留了不少租界时代遗留的欧式建筑：
- 在原英租界内有数座教堂：上海路口的天主教主教座堂、圣公会主教座堂、汉口东正教堂和英国礼拜堂等；
- 在原俄租界内，鄱阳街139号（原三教街41号）为八七会议会址[2]。